# 電気工事施工管理技士
電気工事施工管理技士（でんきこうじせこうかんりぎし）は、施工管理技士国家資格のうちの1つ。国土交通省管轄。施工管理技士の区分は1級、2級であるので表記に注意する必要がある。（建築士は「一級建築士、二級建築士及び木造建築士をいう」と定義されている。）
国家試験は年1回実施される（実施は一般財団法人建設業振興基金）。

## 概要
- 国土交通省が建設業法第27条に基づいて実施する技術検定試験に合格することにより取得することができる。
- 建設業法に基づいて建設業を営もうとする場合には、営業所ごとに専任の技術者を置かなければならない。
- 1級電気工事施工管理技士の資格を取得している場合には、一般建設業及び特定建設業の営業所で専任技術者の職につくことができる。また2級電気工事施工管理技士の資格を取得している場合には、一般建設業の営業所で専任技術者の職につくことができる。しかも、1級電気工事施工管理技士、2級電気工事施工管理技士ともに、建設工事現場に必ず置かなければならない主任技術者の有資格者としても認められているが、監理技術者は1級電気工事施工管理技士の資格を有するものでなければならない。
- 携帯できる免許証のようなものはない。ただし、1級の合格者は監理技術者証の交付を受けることにより、その証明とすることができる。
- 経営事項審査における評価において、技術者数に数えられる。

## 種類
- 1級電気工事施工管理技士
- 2級電気工事施工管理技士

## 施工管理技術検定試験

### 受験資格
1級
- 指導監督的実務経験を1年以上含んでいる場合
  - 大学の指定学科を卒業して3年以上の実務経験、
  - 大学の指定学科以外を卒業して4年6か月以上の実務経験
  - 短期大学、高等専門学校（5年制）の指定学科を卒業して5年以上の実務経験、
  - 短期大学、高等専門学校（5年制）の指定学科以外を卒業して7年6か月以上の実務経験
  - 高等学校の指定学科を卒業して10年以上の実務経験
  - 高等学校の指定学科以外を卒業して11年6か月以上の実務経験
  - その他の者は15年以上の実務経験
  - 2級電気工事施工管理技術検定合格者で合格後、5年以上の実務経験
  - 2級電気工事施工管理技術検定合格証明書交付後5年未満の者で短期大学、高等専門学校（5年制）の指定学科以外を卒業して9年以上の実務経験
  - 2級電気工事施工管理技術検定合格証明書交付後5年未満の者で高等学校の指定学科を卒業して9年以上の実務経験
  - 2級電気工事施工管理技術検定合格証明書交付後5年未満の者で高等学校の指定学科以外を卒業して10年6か月以上の実務経験
  - その他の者は14年以上の実務経験
  - 電気事業法による第一種、第二種又は第三種電気主任技術者免状の交付者は、6年以上の実務経験
  - 電気工事士法による第一種電気工事士免状の交付者は、0年の実務経験
  - 1級電気工事施工管理技術検定学科試験のその年の合格者および前年度の合格者
  - 技術士法による第二次試験のうち技術部門を電気・電子部門または建設部門とするものに合格した者で1級電気工事施工管理技術検定学科試験の受験資格を有する者
- 専任の主任技術者を1年以上含んでいる場合
  - 高等学校の指定学科を卒業し、8年以上の実務経験
  - 高等学校の指定学科以外を卒業し、9年6か月以上の実務経験
  - その他の者は13年以上の実務経験
  - 2級電気工事施工管理技術検定の合格者で合格後、3年以上の実務経験
  - 2級電気工事施工管理技術検定合格証明書交付後5年未満の者で短期大学、高等専門学校（5年制）の指定学科を卒業して、7年以上の実務経験
  - 2級電気工事施工管理技術検定合格証明書交付後5年未満の者で高等学校の指定学科を卒業して、7年以上の実務経験
  - 2級電気工事施工管理技術検定合格証明書交付後5年未満の者で高等学校の指定学科以外を卒業して、8年6か月以上の実務経験
  - 2級電気工事施工管理技術検定合格証明書交付後5年未満の者でその他の者は12年以上の実務経験

2級
- 大学の指定学科を卒業し、1年以上の実務経験
- 大学の指定学科以外を卒業し、1年6か月以上の実務経験
- 短期大学、高等専門学校（5年制）の指定学科を卒業し、2年以上の実務経験
- 短期大学、高等専門学校（5年制）の指定学科以外を卒業し、3年以上の実務経験
- 高等学校の指定学科を卒業し、3年以上の実務経験
- 高等学校の指定学科以外を卒業し、4年6か月以上の実務経験
- その他の者は8年以上の実務経験
- 電気事業法による第一種、第二種、第三種電気主任技術者免状の交付者は、1年以上の実務経験
- 電気工事士法による第一種電気工事士免状の交付者は、0年の実務経験
- 電気工事士法による第二種電気工事士免状の交付者は、1年の実務経験
- 2級電気工事施工管理技技術検定学科試験のその年の合格者および前年度の合格者
- 技術士法による第二次試験のうち技術部門を電気・電子部門または建設部門とするものに合格した者で2級電気工事施工管理技術検定学科試験の受験資格を有する者

### 受験資格（令和6年度以降）
1級
- 第一次検定
  - 第一次検定が行われる日の属する年度の末日における年齢が19歳以上の者
- 第二次検定
  - 1級電気工事第一次検定合格後、実務経験5年以上
  - 1級電気工事第一次検定合格後、特定実務経験1年以上を含む実務経験3年以上
  - 1級電気工事第一次検定合格後、監理技術者補佐としての実務経験1年以上
  - 2級電気工事第二次検定合格後、実務経験5年以上
  - 2級電気工事第二次検定合格後、特定実務経験1年以上を含む実務経験3年以上
  - 第一種電気工事士試験合格または免状交付後、実務経験5年以上
  - 第一種電気工事士試験合格または免状交付後、特定実務経験1年以上を含む実務経験3年以上

2級
- 第一次検定
  - 第一次検定が行われる日の属する年度の末日における年齢が17歳以上の者
- 第二次検定
  - 2級電気工事施工管理技術検定 第一次検定合格後、実務経験3年以上
  - 1級電気工事施工管理技術検定 第一次検定合格後、実務経験1年以上
  - 電気工事士試験または電気主任技術者試験の合格後または免状交付後、実務経験1年以上

経過措置による受検資格
- 令和10年度までの間は、制度改正前の受検資格要件による二次検定受検が可能
- 令和6年度から10年度までの間に、有効な二次検定受検票の交付を受けた場合、令和11年度以降も引き続き同二次検定を受検可能（旧２級学科試験合格者及び同日受検における一次検定不合格者を除く）
- 旧２級学科試験合格者の経過措置については従前どおり合格年度を含む12年以内かつ連続２回に限り当該二次検定を制度改正前の資格要件で受検可能

## 試験科目
1級･2級ともに第一次検定と第二次検定がある。
- 第一次検定試験科目は、電気工学等、施工管理法、法規の3科目である。
- 第二次検定試験科目は、施工管理法の1科目である。

## 合格率
- 平成24年度の1級電気工事施工管理技士の最終合格率（学科試験合格率45.9%×実地試験合格率62.6%）は28.7%
- 平成23年度の1級電気工事施工管理技士の最終合格率（学科試験合格率42.5%×実地試験合格率64.6%）は27.5%
- 平成22年度の1級電気工事施工管理技士の最終合格率（学科試験合格率38.4%×実地試験合格率66.3%）は25.5%
- 平成21年度の1級電気工事施工管理技士の最終合格率（学科試験合格率28.7%×実地試験合格率73.1%）は21.0%
- 平成20年度の1級電気工事施工管理技士の最終合格率（学科試験合格率44.3%×実地試験合格率61.6%）は27.3%

## 他の国家資格との関連について
- 学士を持たない人が電気工事研究のため大学院に個別入学資格審査できる資格である。
- この資格の取得者は、1級・2級とも社会保険労務士の受験資格が得られる。
- 1級電気工事施工管理技士の取得者は建築設備士の受験資格が得られる。（2年の実務経験が必要）
- 1級または2級電気工事施工管理技士は、マンション維持修繕技術者試験の受験資格が得られる。